# Bovan (okręg niszawski)
Bovan (cyr. Бован) – wieś w Serbii, w okręgu niszawskim, w gminie Aleksinac. W 2011 roku liczyła 482 mieszkańców.